# Base aérienne d'Ørland
La base aérienne d'Ørland (en anglais : Ørland hovedflystasjon) est une base aérienne norvégienne située à l'embouchure du Trondheimsfjorden dans la municipalité d'Ørland dans le comté de Trøndelag au centre du pays.
Ørland est exploité par la force aérienne royale norvégienne et est une importante base aérienne non seulement pour la Norvège, mais aussi pour l'OTAN. Elle constitue le lieu de stationnement du F-35A Lightning II, des chasseurs F-16, des hélicoptères de recherche et de sauvetage Westland Sea King et un emplacement pour les E-3A Sentry AWACS. Elle est également l'hôte de nombreux exercices de l'OTAN.
De plus, Danish Air Transport exploite un itinéraire régulier avec un ATR 42 (le plus souvent un ATR 42-320/500) de 36 à 48 places vers l'aéroport d'Oslo-Gardermoen, opérant 2 rotations quotidiennes, une le matin et une en fin d'après-midi (Heures de pointe typiques).

## Opérations
L'Air Wing 138 est stationnée sur la base. La plupart des opérations de la base se trouvent sous son autorité, y compris le Squadron 338, le Luftvernartilleribataljon (unité GBAD), le Base-Set I (unité mobile QRF), mais pas le Squadron 330.
L'IRF norvégien F-16 (Immediate Reaction Force) est stationné ici aux côtés des services d'administration et de soutien. L'escadron peut agir indépendamment sans le soutien du pays hôte. Le Squadron 338 possède la moitié des 57 F-16 de la force aérienne norvégienne et compte 22 pilotes.
Ørland est la seule base aérienne en Europe du Nord qui possède un équipement de manutention au sol pour le E-3A Sentry AWACS (Airborne Warning and Control System). Il est considéré comme un emplacement d'opérations avancées (FOL), mais pas comme une base pour ces appareils.
Il y a également un détachement de quatre hélicoptères de recherche et de sauvetage Westland Sea King du Squadron 330 de la base aérienne de Sola (en) pour intervenir sur toute urgence en mer ou dans d'autres endroits inaccessibles.

## Histoire

### Seconde Guerre mondiale
La base aérienne d'Ørland a été construite par des prisonniers de guerre (principalement des Serbes, des Russes et des Polonais) exploités par les forces d'occupation en 1941 pendant l'occupation allemande. Les Allemands voulaient un aérodrome pour pouvoir interdire l'accès des convois alliés à Mourmansk. Au début, des Focke-Wulf Fw 200 Condors allemands étaient stationnés ici. En juin 1942, un escadron de Junkers Ju 87 Stukas s'installa, suivi plus tard par un escadron de Messerschmitt Bf 109 puis par un escadron de chasseurs Focke-Wulf Fw 190.
Les Allemands décident d'agrandir l'aérodrome et construisent une seconde piste en 1944. Elle devient plus tard la piste principale. Les Allemands ont ensuite construit plusieurs voies de circulation et commencé à planifier une troisième piste. Cependant, la guerre a pris fin avant que les plans ne soient achevés. 7000 Allemands étaient stationnés à Ørland pendant la guerre, avec environ 10 000 prisonniers de guerre utilisés comme force de travail. Cela signifiait qu'à la fin de la guerre, les Allemands abandonnèrent un aérodrome entièrement armé et défendu, des infrastructures et un canon pris sur le cuirassé Gneisenau.

### Après guerre

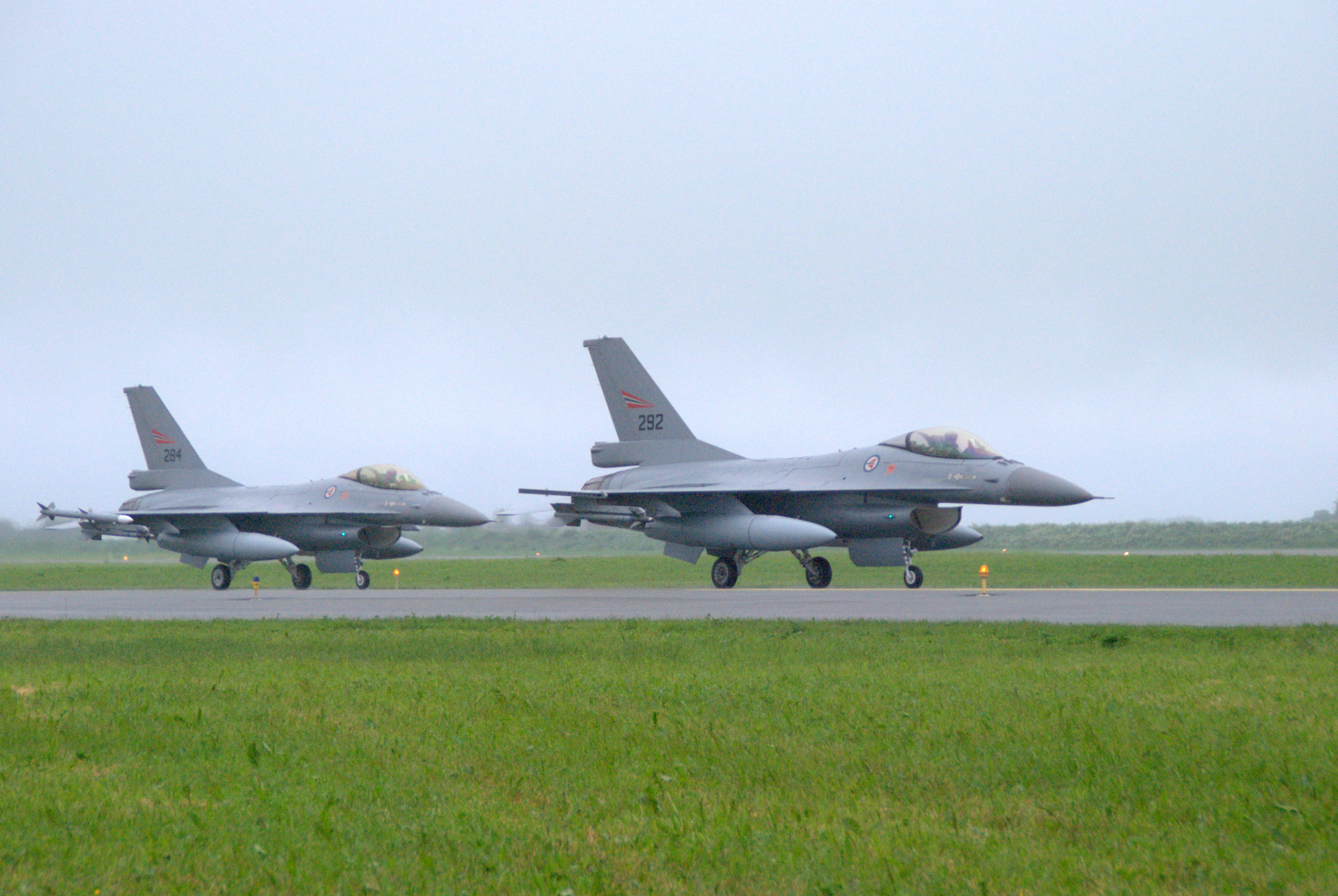
Deux F-16 norvégien durant le NATO Tiger Meet 2013

Après la guerre, un escadron norvégien Spitfire était stationné ici, mais en 1946, l'aérodrome a été fermé. Tous les bâtiments ont été démolis et le bois transporté vers le nord de la Norvège pour aider à reconstruire le Finnmark que les Allemands avaient laissé en ruine. Après cela, l'aérodrome a été utilisé pour des exercices sporadiques.
Ce n'est qu'en 1950 que le gouvernement a décidé que l'aérodrome devait devenir une base à déploiement permanent. En 1952, une nouvelle piste a été construite et, en 1954, elle a été agrandie pour accueillir les forces de l'OTAN. C'est alors que l'aérodrome pris la forme qu'il possède encore aujourd'hui. En octobre 1954, le Squadron 338 a été rebasé depuis Sola et demeure la seule force de chasse de la base.
À l'été 1958, la batterie SAM a été établie et, en août 1970, le détachement du Squadron 330 est arrivé. En novembre 1983, l'aérodrome a été modernisé pour accueillir l'OTAN E-3A AWACS qui vient régulièrement de Geilenkirchen pour soutenir la chaîne de surveillance à la frontière de l'OTAN.
En février 2012, une proposition a été adoptée à Stortinget qui fera d'Ørland la principale base aérienne de Norvège, remplaçant également Bodø. La décision de déplacer l'autre base aérienne de Bodø à Ørland est principalement due au retrait des pratiques de l'époque de la guerre froide et à l'incorporation du nouveau chasseur à réaction F-35 Lightning II dans la force aérienne norvégienne.

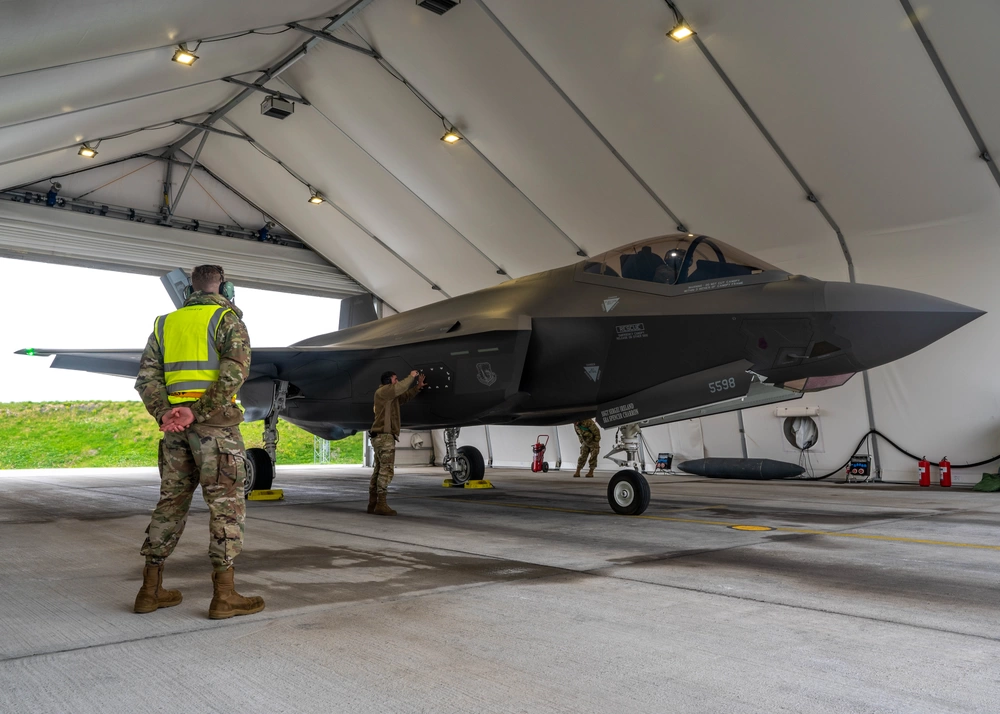
Un F-35 sur la base lors de Artic Challenge Exercice.

La base dispose d'installations et d'équipements stockés pour recevoir les aéronefs à voilure fixe du Corps des Marines des États-Unis qui sont entretenus dans le cadre du Marine Corps Prepositioning Program-Norway. Elle sert de base lors de l'Exercice Arctic Challenge.

## Compagnie aérienne et destinations
| Compagnies | Destinations                                            |
| ---------- | ------------------------------------------------------- |
| DAT        | Narvik/Harstad, Oslo-Gardermoen, Aéroport de Stord (en) |

Edité le 25/02/2023